# Capparis nilgiriensis
Capparis nilgiriensis là một loài thực vật có hoa trong họ Capparaceae. Loài này được Subba Rao, Kumari & V.Chandras. mô tả khoa học đầu tiên năm 1981.